# A261 (motorväg, Tyskland)
A261 är en motorväg i norra Tyskland. Den utgör förbindelseväg mellan A1 och A7.

## Trafikplatser
|  | Nr | Skyltning                         |
|  | 1  | Hamburg-Südwest (T-Korsning) E 45 |
|  | 2  | Hamburg-Marmstorf                 |
|  | 3  | Tötensen (Rosengarten)            |
|  |    | Rosengarten                       |
|  | 4  | Buchholz (T-Korsning) E 22        |